# 갈퀴덩굴
갈퀴덩굴은 꼭두서니과에 속하는 두해살이 덩굴식물이다. 아시아에서 유럽·아프리카에 걸쳐 널리 분포한다.

## 생태
한국에서는 전국 각지의 들에서 자란다. 높이는 1m 정도이며 줄기는 사각형이고 아래로 향한 가시를 가지고 있다. 보통 6-8개의 가늘고 긴 작은 잎이 돌려나는데, 이 중 2개만 원래 잎이고 나머지는 턱잎이다. 꽃은 옅은 녹색으로 여름이 되면 잎겨드랑이에서 짧은 가지에 달려 피어난다. 열매는 공 모양이며, 2개의 분과로 나누어지는데, 갈고리 모양의 가시가 있어서 옷 등에 잘 붙는다.

## 사진

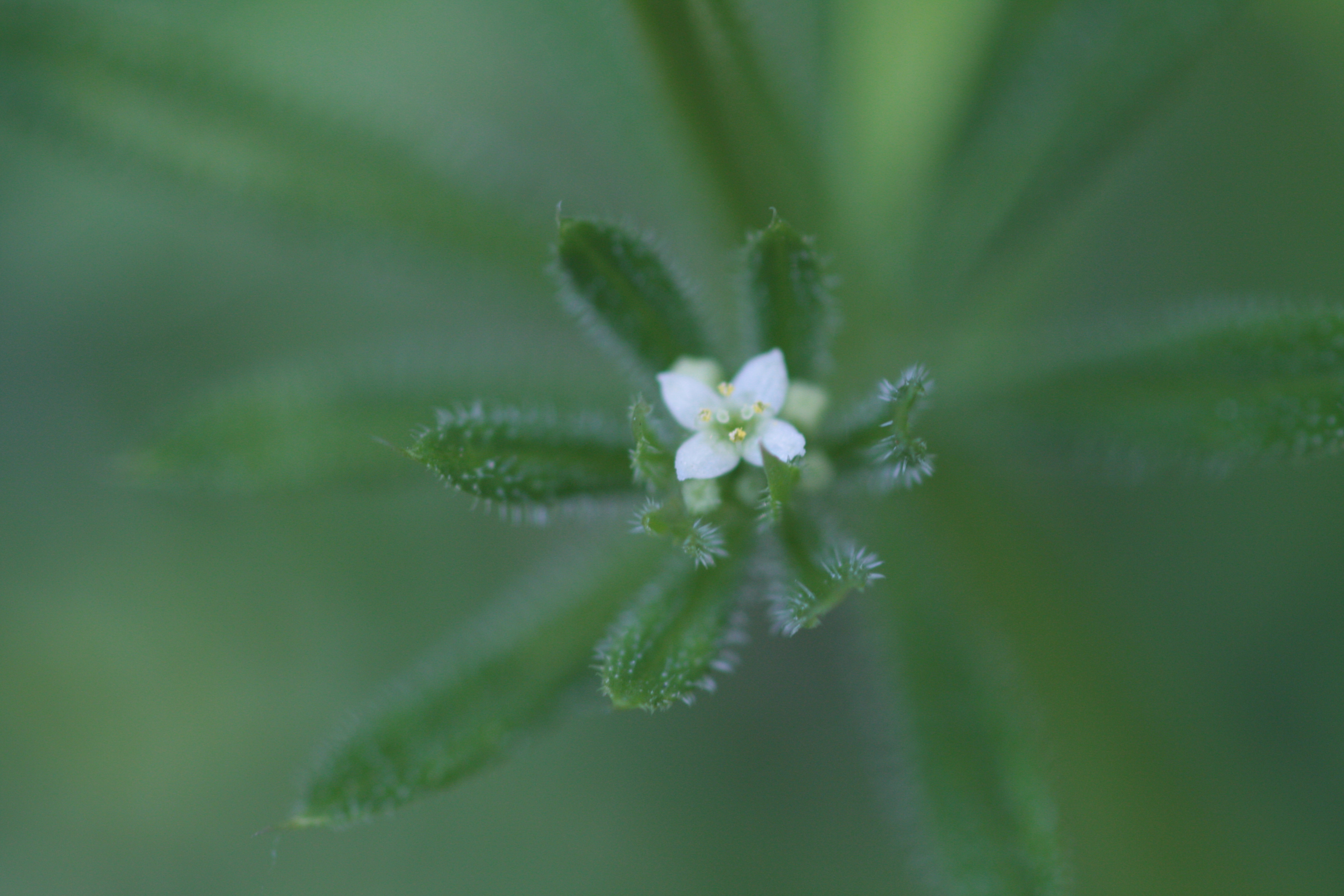
꽃
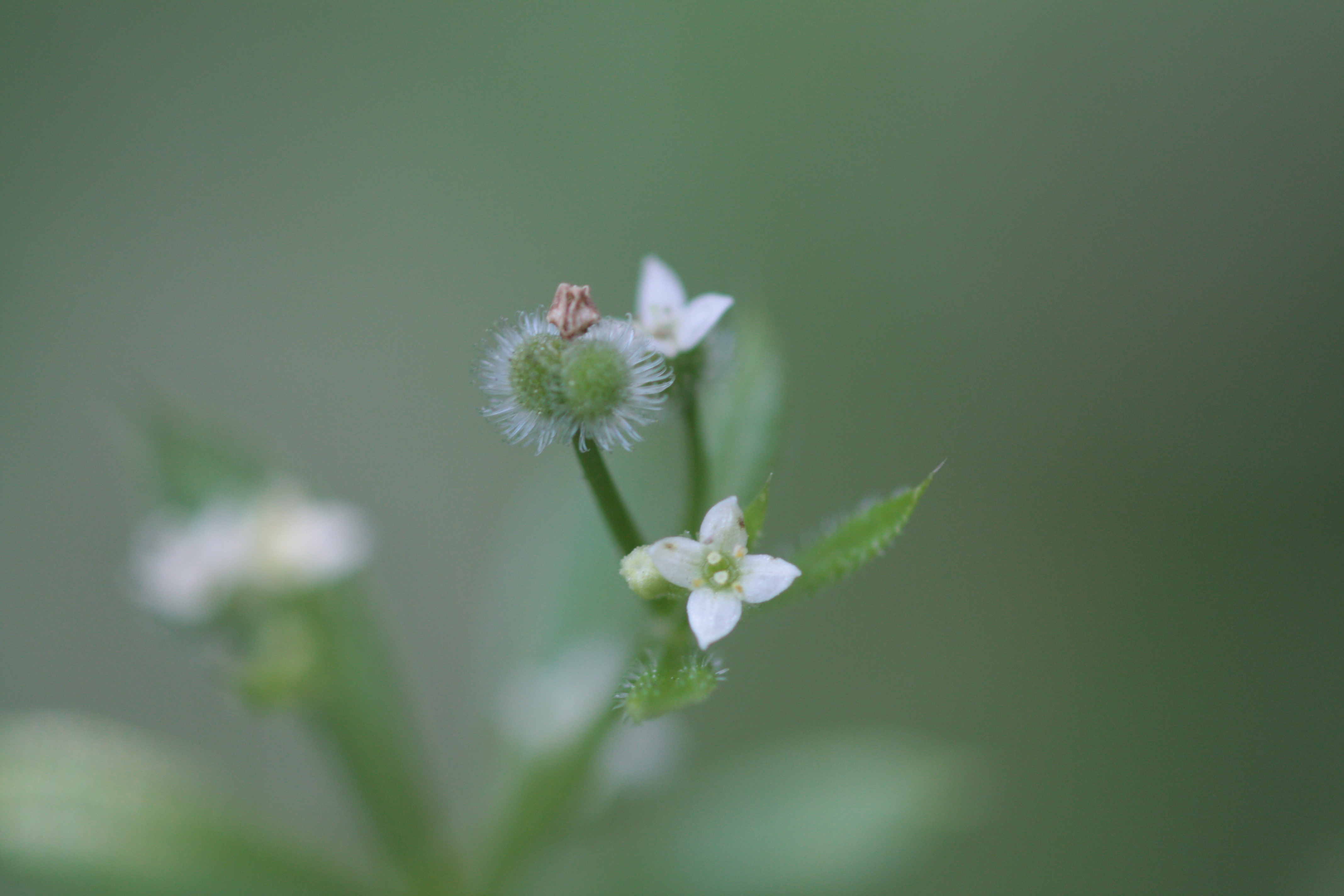
열매
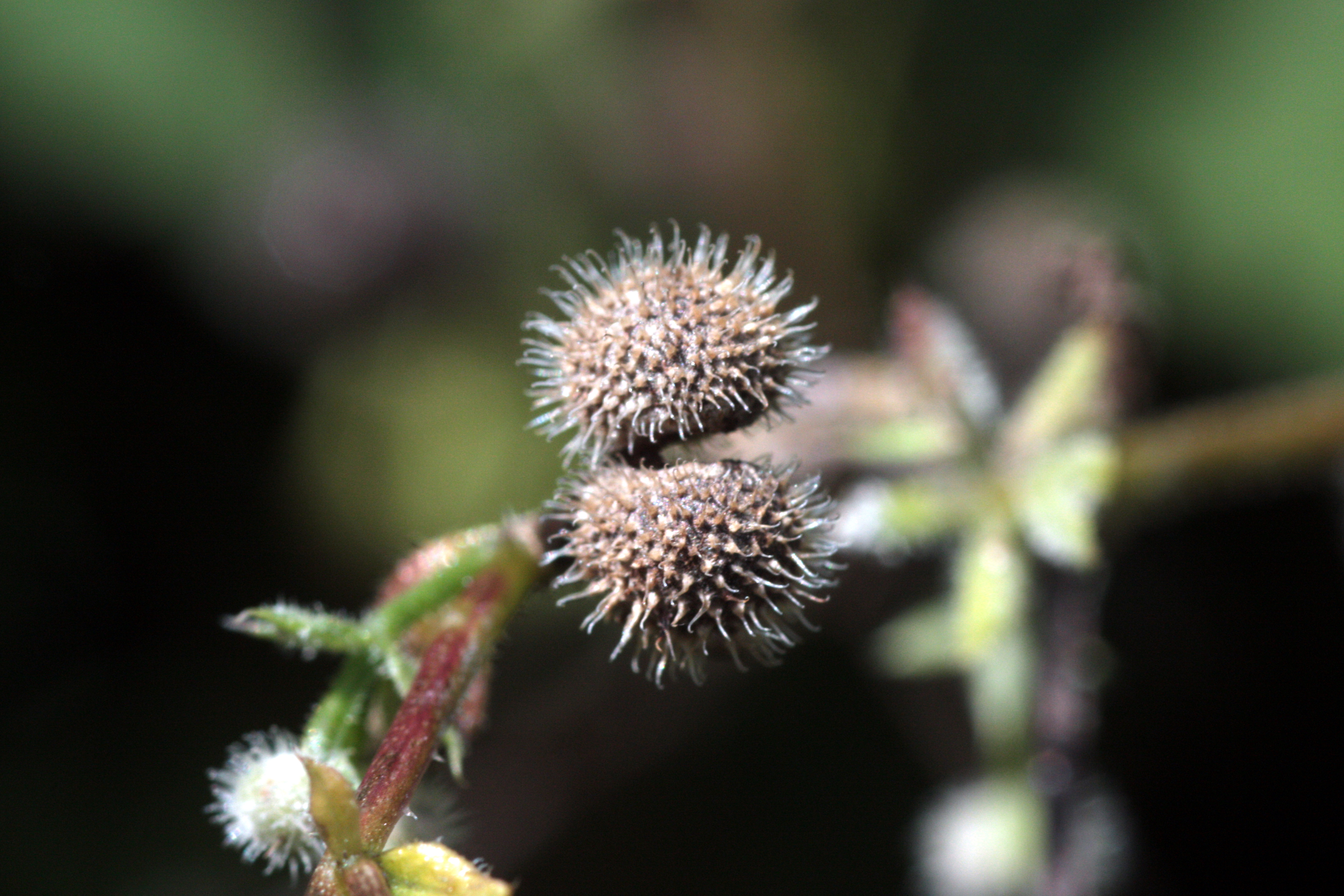
익은 열매

## 참고 문헌
- 이 문서에는 다음커뮤니케이션(현 카카오)에서 GFDL 또는 CC-SA 라이선스로 배포한 글로벌 세계대백과사전의 내용을 기초로 작성된 글이 포함되어 있습니다.